# St. Nikolaus (Großrosseln)
St. Nikolaus (im örtlichen Dialekt Nikloos) ist ein Ortsteil der Gemeinde Großrosseln im saarländischen Regionalverband Saarbrücken. Bis Ende 1973 war St. Nikolaus eine eigenständige Gemeinde.

## Geschichte
Der Ort gilt als älteste Siedlung im Warndt. 1270 wurde hier eine Kapelle errichtet, zu der ein prachtvoll ausgefertigter Sammelablass von 1333 überliefert ist. Zahlreiche Gläubige kamen als Pilger zum „Heiligen Nikolaus“.

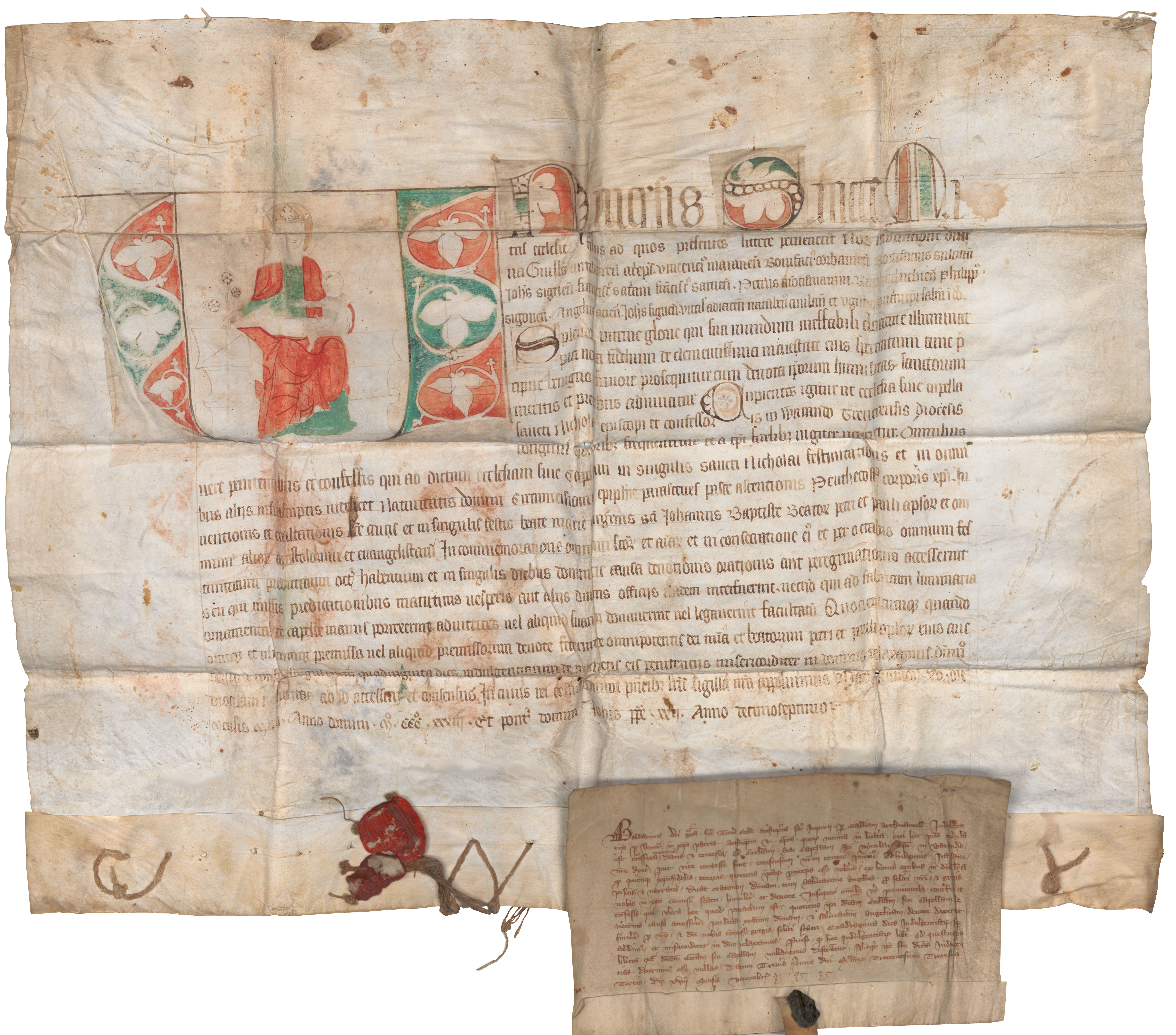
Farbig gestalteter Sammelablass für die St. Nikolaus-Kapelle vom 15. Mai 1333

Im Dreißigjährigen Krieg wurde die Kapelle zerstört. Anfang des 18. Jahrhunderts wurde St. Nikolaus wieder besiedelt.
Im Rahmen der saarländischen Gebiets- und Verwaltungsreform wurde die bis dahin eigenständige Gemeinde Sankt Nikolaus am 1. Januar 1974 der Gemeinde Großrosseln zugeordnet.

## Weihnachtspostamt
Seit 1966 gibt es jeweils im Dezember ein Nikolauspostamt, das die über 33.000 Briefe „an den Nikolaus“ ehrenamtlich beantwortet, ein Jahr später wurde erstmals ein Sonderstempel für diesen Anlass benutzt.
Vom 5. bis 6. Dezember findet der Nikolaus-Weihnachtsmarkt vor dem Nikolauspostamt auf dem Nikolausplatz statt. Am 5. Dezember ist ein Nikolausempfang mit anschließender Kinderbescherung, an dem jedes Kind eine selbst gefüllte Nikolaustüte erhält. 

Hinweis auf das Weihnachtspostamt in Sankt Nikolaus (Saarland)

## Galerie

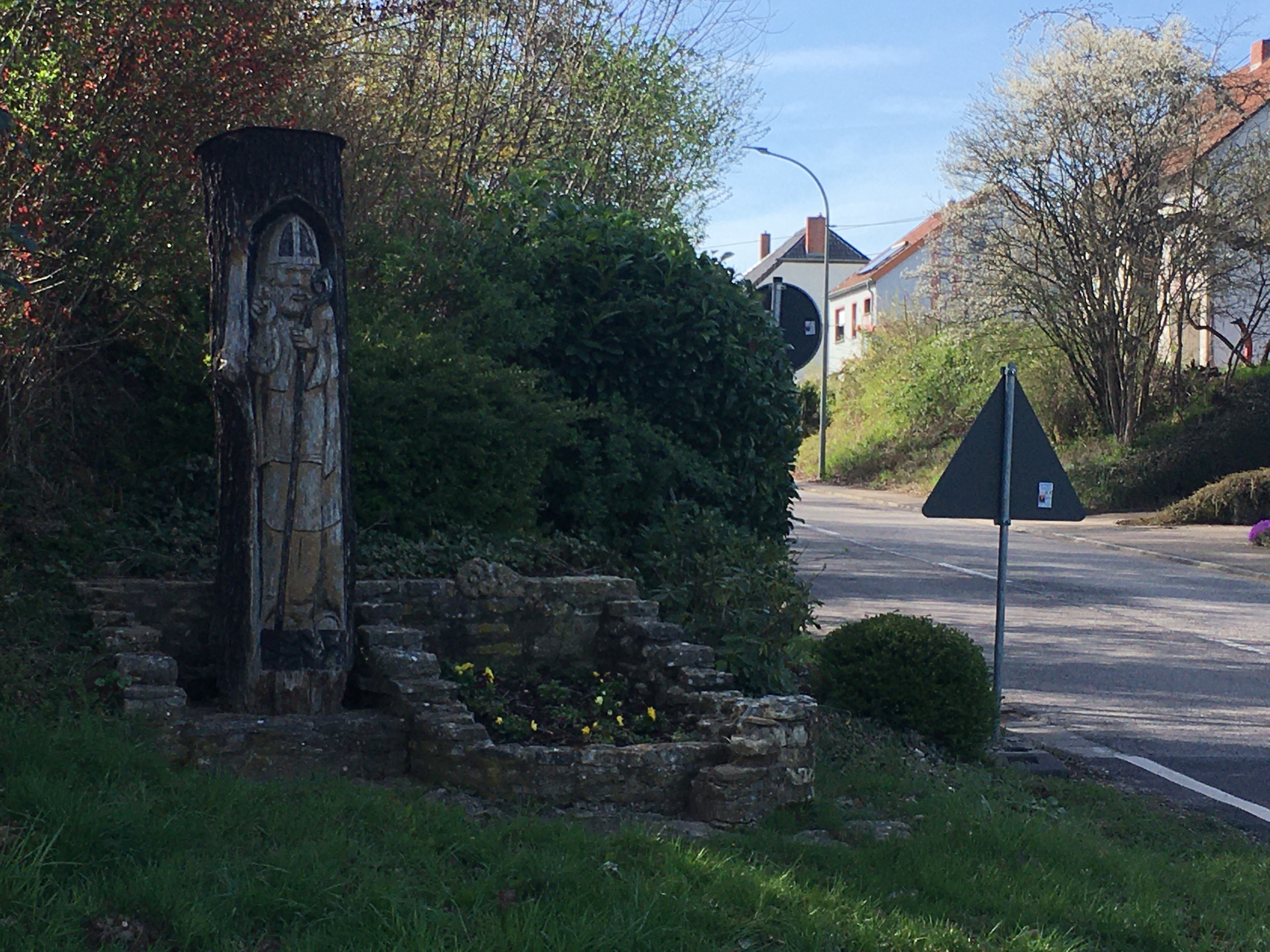
Ortseingang
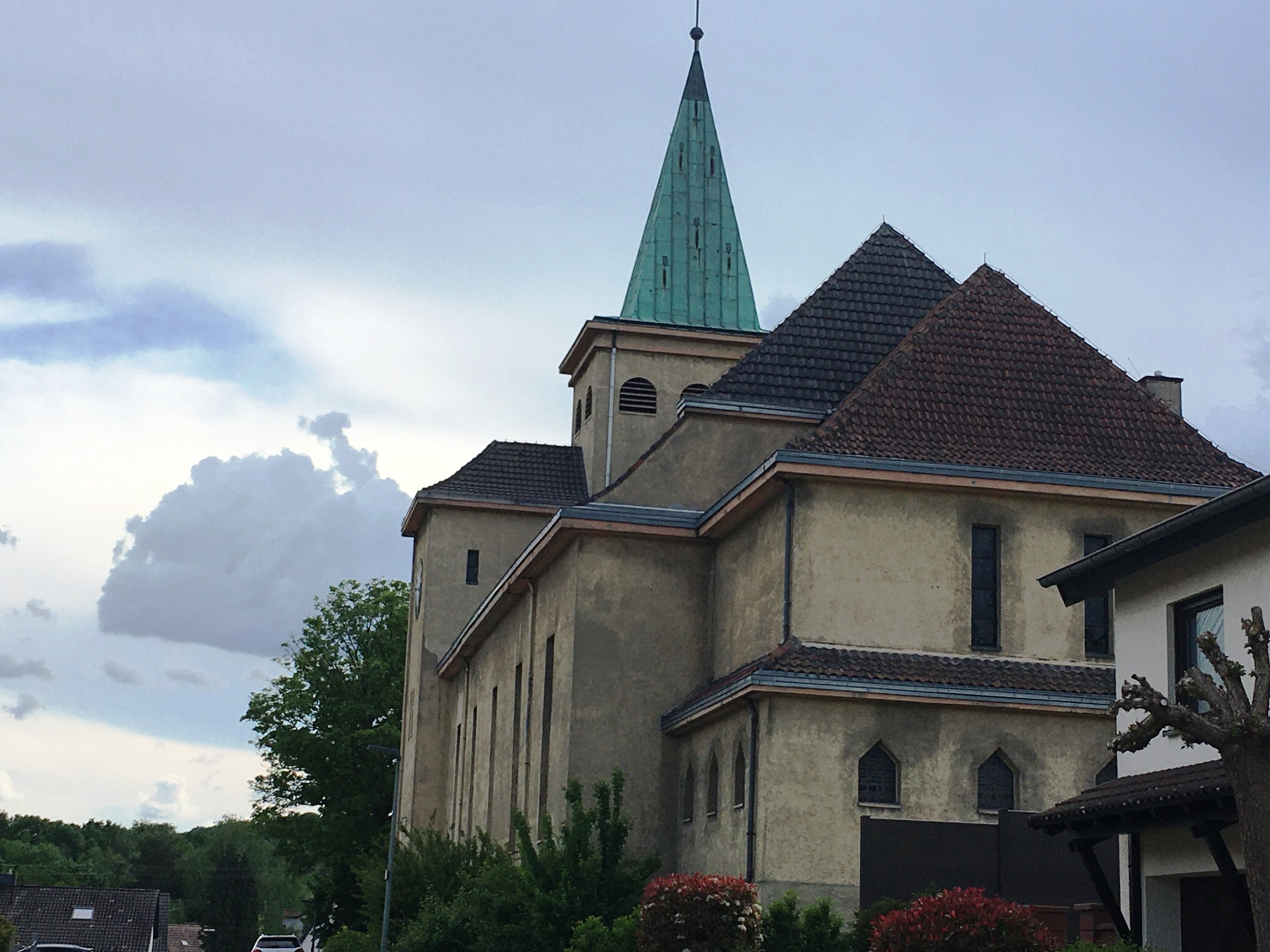
Katholische Kirche St. Nikolaus
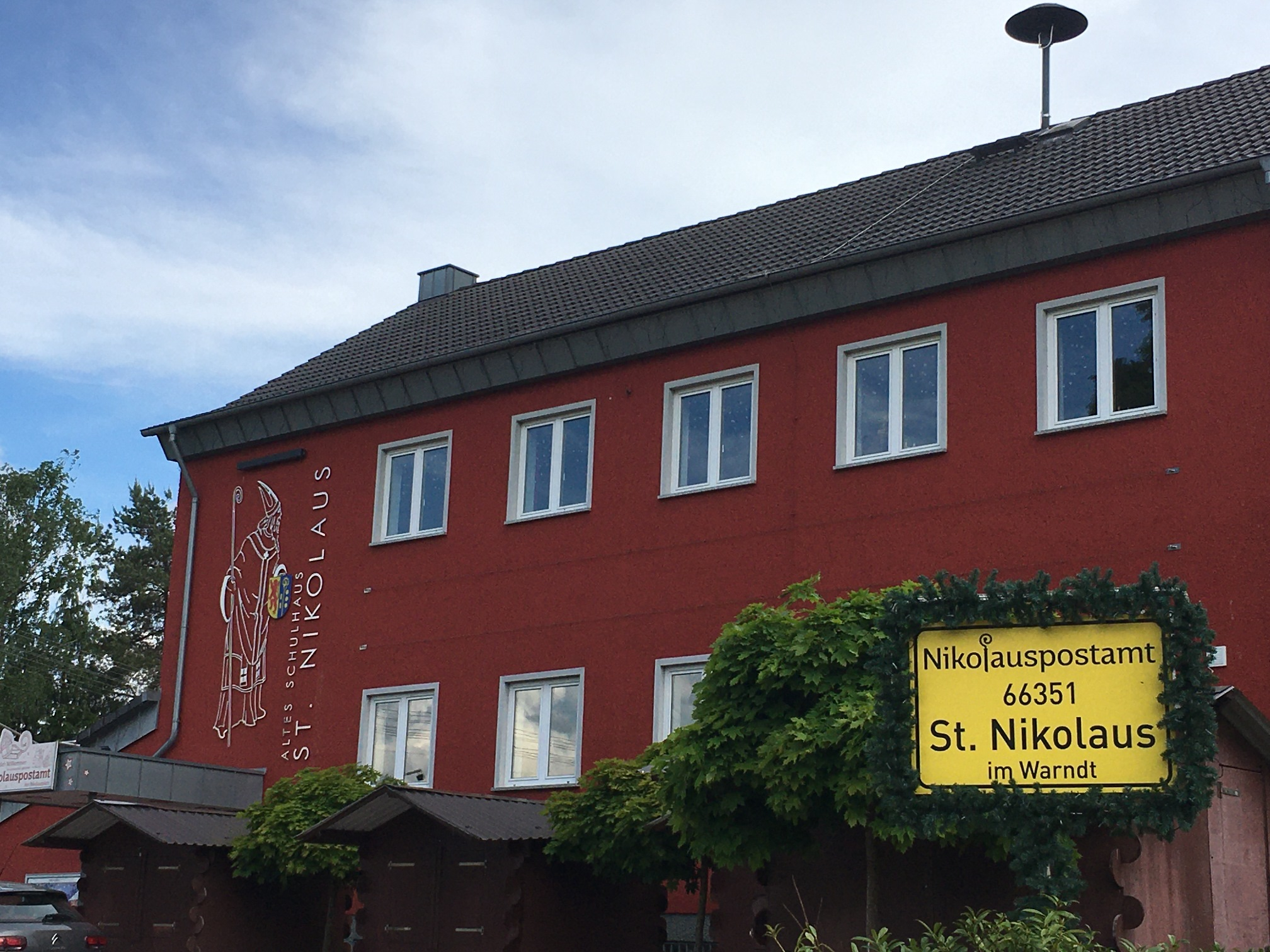
Nikolauspostamt St. Nikolaus
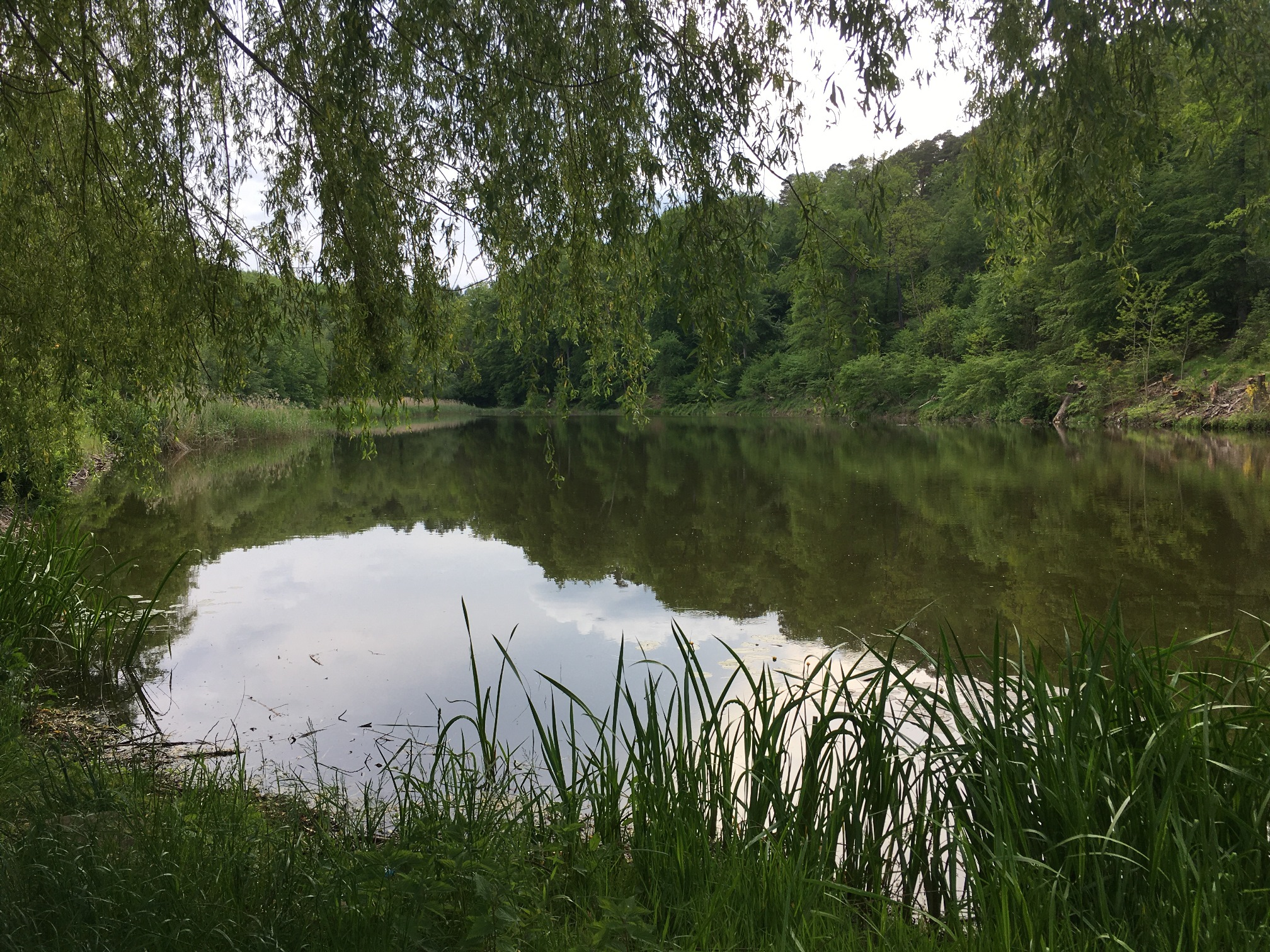
Weiher St. Nikolaus
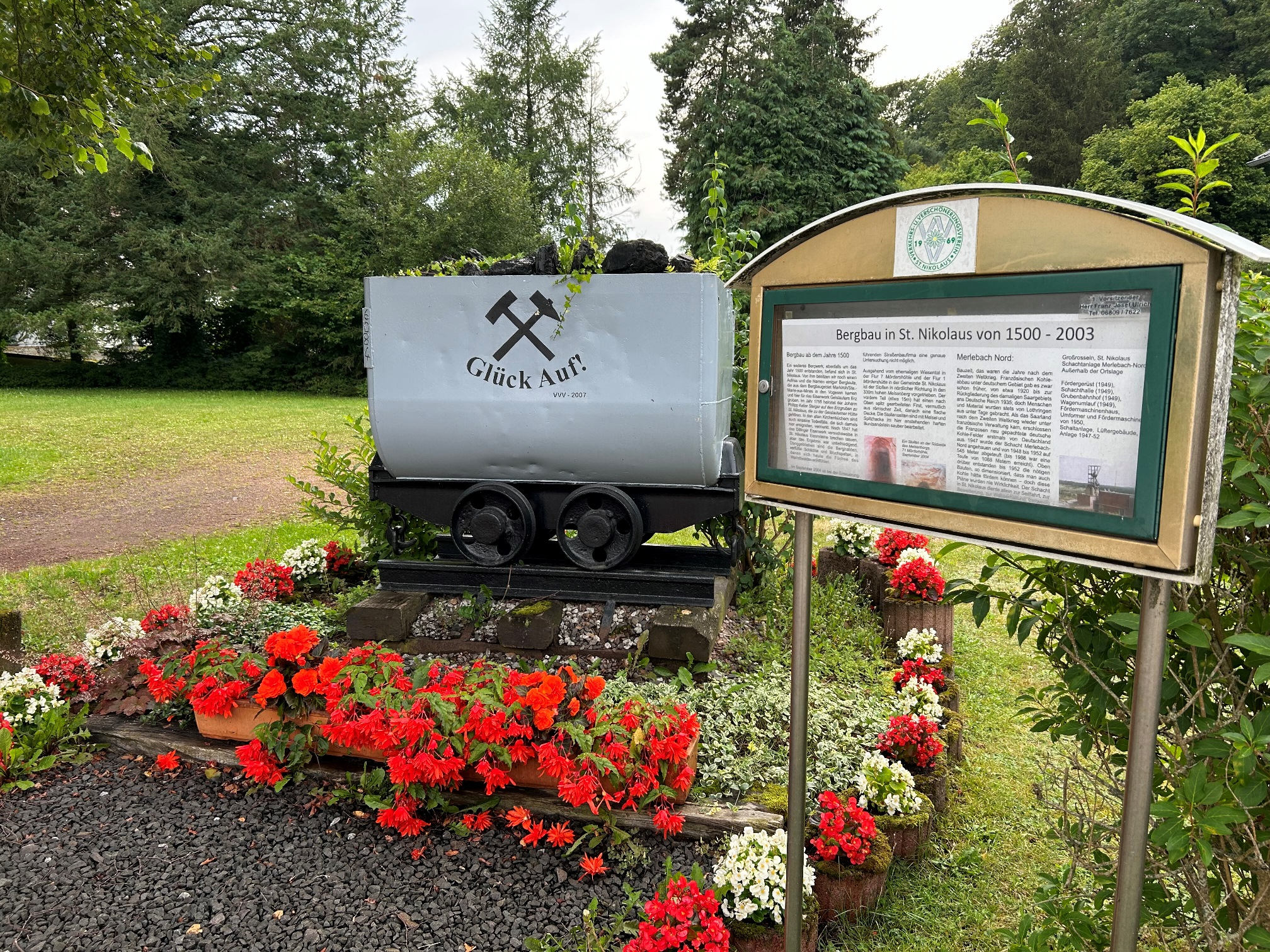
Bergbaudenkmal St. Nikolaus
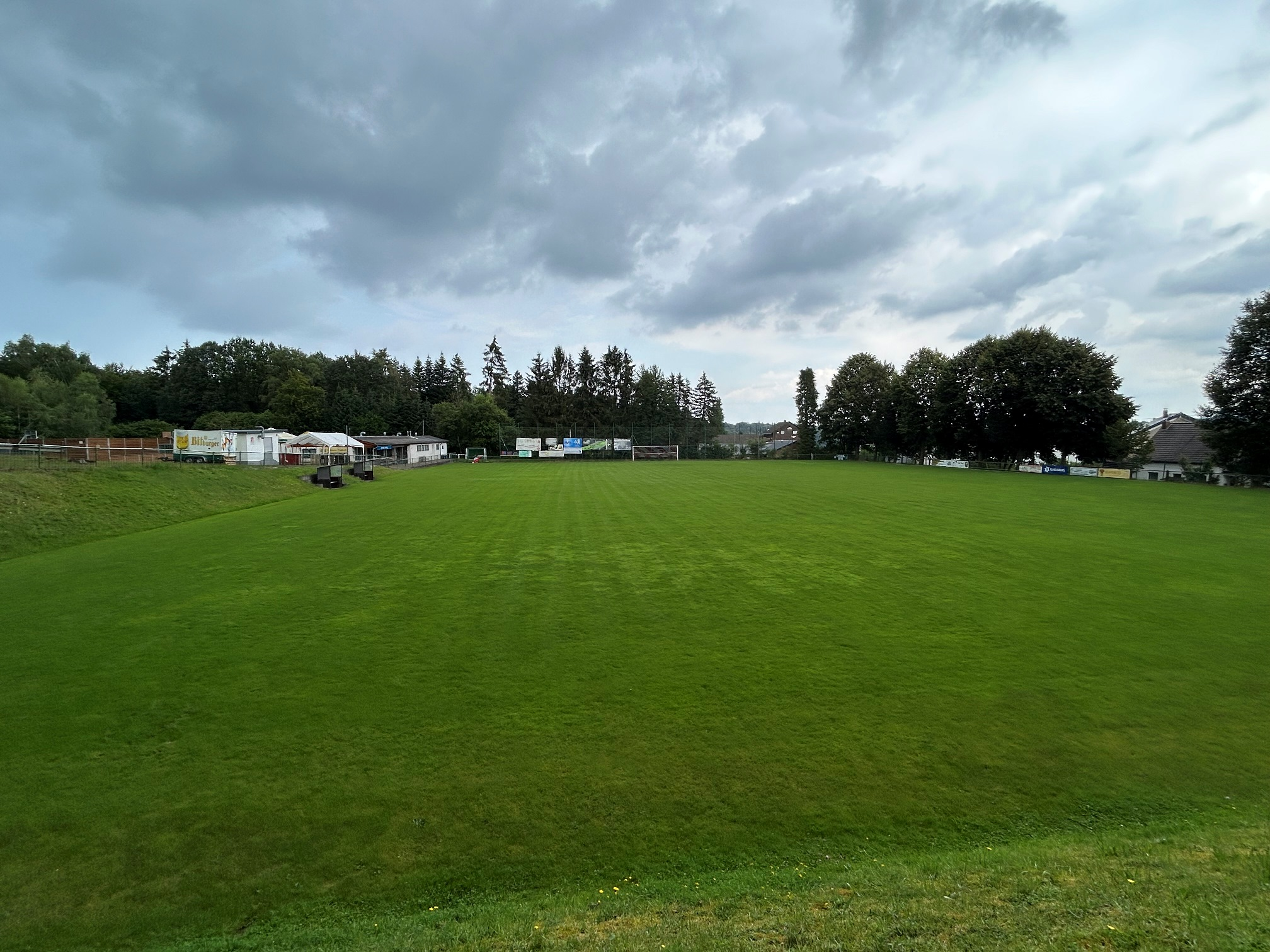
Sportplatz St. Nikolaus